# Indywidualne Mistrzostwa Polski w Zapasach 1997

## Mistrzostwa Polski w Zapasach1997

### Kobiety
5. Mistrzostwa Polski – x – x 1997, Kielce

### Mężczyźni
- styl wolny

50. Mistrzostwa Polski – x – x 1997, Dąbrowa Górnicza
- styl klasyczny

67. Mistrzostwa Polski – x – x 1997, Piotrków Trybunalski

## Medaliści

### Kobiety
| Kategoria: | Złoto:                                         | Srebro:                               | Brąz:                                          |
| 46 kg      | Sylwia Kita Rzemieślnik Ruda Śląska            | Marta Sadowska AKS Białogard          | Mariola Dobrowolska Znicz Podzamcze Chęcińskie |
| 51 kg      | Joanna Piasecka Pałac Młodzieży Łódź           | Klaudia Marecka PTC Pabianice         | Edyta Wolska Sokół Lublin                      |
| 56 kg      | Karolina Pastuchów Orzeł Warszawa              | Beata Czerniakowska Sokół Lublin      | Anna Kulczycka Sokół Lublin                    |
| 62 kg      | Małgorzata Bassa Gwardia Warszawa              | Małgorzata Kociach Zagłębie Wałbrzych | Małgorzata Buras Znicz Podzamcze Chęcińskie    |
| 68 kg      | Anna Udycz Gwardia Warszawa                    | Agnieszka Butor Gwiazda Bydgoszcz     | Małgorzata Kita Orzeł Wierzbica                |
| 75 kg      | Monika Kowalska Concordia Piotrków Trybunalski | Kamila Zgolak Agros Żary              | Marzena Podolska Orzeł Warszawa                |

### Mężczyźni

#### Styl wolny
| Kategoria: | Złoto:                               | Srebro:                             | Brąz:                              |
| 54 kg      | Stanisław Surdyka Stal Rzeszów       | Władysław Stecyk Grunwald Poznań    | Radosław Kurowski ZKS Koszalin     |
| 58 kg      | Dariusz Grzywiński Grunwald Poznań   | Dawid Kret ZKS Koszalin             | Tadeusz Kowalski AZS-AWF Warszawa  |
| 63 kg      | Lucjan Gralak ZKS Koszalin           | Jan Krzesiak Slavia Ruda Śląska     | Ireneusz Kozioł Slavia Ruda Śląska |
| 69 kg      | Władysław Wyrwał Slavia Ruda Śląska  | Mariusz Dąbrowski ZKS Koszalin      | Dariusz Chojnacki Śląsk Milicz     |
| 76 kg      | Marcin Jurecki AKS Białogard         | Andrzej Brożyna ZKS Koszalin        | ???                                |
| 85 kg      | Michał Stanisławski Gwardia Warszawa | Krzysztof Weremko Start Krasnystaw  | Maksymilian Witek Stal Kraśnik     |
| 97 kg      | Robert Kostecki AZS-AWF Warszawa     | Jan Pawlak ZTA Zgierz               | Maciej Sulgan AZS-AWF Warszawa     |
| 130 kg     | Marek Garmulewicz Slavia Ruda Śląska | Wojciech Wala LKS Ceramik Krotoszyn | Jerzy Nieć Stal Kraśnik            |

#### Styl klasyczny
| Kategoria: | Złoto:                                     | Srebro:                                    | Brąz:                                 |
| 54 kg      | Piotr Jabłoński Cement Gryf Chełm          | Jarosław Pyzara Legia Warszawa             | Mirosław Romanowski Celuloza Kostrzyn |
| 58 kg      | Grzegorz Szyszka PTC Pabianice             | Grzegorz Piotrowski Legia Warszawa         | Zdzisław Biały Cement Gryf Chełm      |
| 63 kg      | Włodzimierz Zawadzki Legia Warszawa        | Krzysztof Szczepanik Wisłoka Stomil Dębica | Jerzy Szeibinger Zagłębie Wałbrzych   |
| 69 kg      | Ryszard Wolny Unia Racibórz                | Zdzisław Kolanek AKS Piotrków Trybunalski  | Andrzej Buniak Unia Racibórz          |
| 76 kg      | Mariusz Pawłowski GKS Piotrków Trybunalski | Andrzej Tomaszewski Wisłoka Stomil Dębica  | Robert Żółtowski Legia Warszawa       |
| 85 kg      | Józef Tracz Śląsk Wrocław                  | Rafał Koszowski AKS Piotrków Trybunalski   | Marcin Letki Śląsk Wrocław            |
| 97 kg      | Marek Sitnik Śląsk Wrocław                 | Marek Kraszewski Śląsk Wrocław             | Jacek Fafiński Legia Warszawa         |
| 125 kg     | Andrzej Wroński Legia Warszawa             | Grzegorz Pieronkiewicz Unia Racibórz       | Jacek Jaracz Śląsk Wrocław            |